# Máy phát hiện nói dối

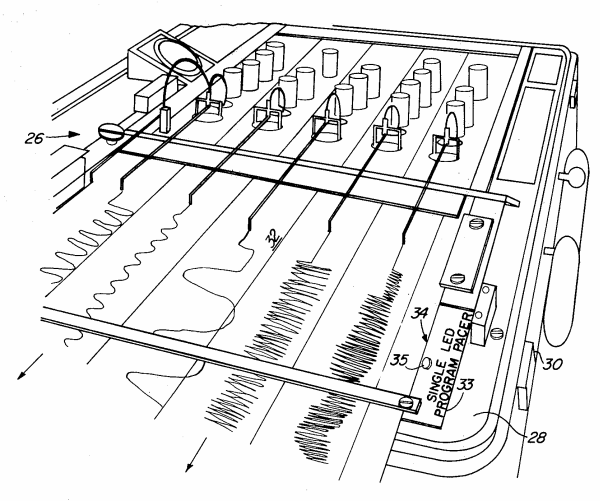
Kết quả sau khi kiểm tra bằng máy phát hiện nói dối có thể được ghi lại dưới dạng biểu đồ như thế này.

Máy phát hiện nói dối, còn gọi là Máy nói dối, Máy trắc nghiệm tâm lý hay Máy ghi điện tim là một dụng cụ đo một số phản ứng sinh lý của một người ví dụ huyết áp, nhịp tim, nhịp thở, sự biến đổi thân nhiệt và độ dẫn điện ở da trong khi người đó đang trả lời một số câu hỏi. Theo lý thuyết thì nếu người trả lời nói dối thì kết quả đo sẽ có những sự thay đổi đặc biệt, và những sự thay đổi này được hệ thống thần kinh giao cảm tạo ra. Đối với chính quyền Liên bang Hoa Kỳ, một cuộc kiểm tra tiến hành với máy phát hiện nói dối còn được gọi là bài kiểm tra PDD, viết tắt của cụm từ psychophysiological detection of deception. Bên cạnh việc dùng máy phát hiện nói dối thì vẫn còn nhiều cách khác, mặc dù dùng máy phát hiện nói dối là cách được biết đến nhiều nhất. Ví dụ như khi nhìn váo mắt người kiểm tra, nếu đồng tử co rút bất thình lình thì có khả năng là người kiểm tra đang nói dối.
Tại một số quốc gia, máy phát hiện nói dối được sử dụng khi thẩm tra những người tình nghi gian dối hoặc thẩm tra tội phạm; hay nó có thể được dùng khi phỏng vấn những người xin việc làm trong các lĩnh vực nhạy cảm hoặc tối mật. Tuy nhiên, khả năng hiệu quả của chiếc máy này vẫn còn nhiều tranh cãi, và về mặt pháp lý chiếc máy cũng nhận được khá nhiều chỉ trích.

## Phát triển
Được cơ quan tình báo, phản gián Hoa Kỳ CIA cải tiến, sử dụng từ đầu những năm 60 thế kỉ 20 để xác định tính xác thực trong lời khai của người bị kiểm tra. Máy gọn nhẹ như một va li du lịch, có hệ thống ghi tự động trên băng giấy hoặc màn hình, cho số liệu về huyết áp, tần số mạch đập, lượng mồ hôi tiết ra, sự co giãn cơ...

## Nguyên tắc hoạt động
Khi kiểm tra, dây điện từ máy được nối áp vào hệ tim mạch (đầu, ngực, chân, tay) của người bị kiểm tra và dùng hệ thống câu hỏi khác nhau, với chiến thuật hỏi lúc chậm, lúc nhanh, buộc người bị kiểm tra trả lời. Trên cơ sở phân tích các số liệu máy ghi được, các chuyên gia tâm lý có thể xác định lời khai là giả hay thật, phán đoán tinh thần, thái độ của người bị kiểm tra. Tuy nhiên, các số liệu do Máy phát hiện nói dối cung cấp không có giá trị khẳng định chính xác lời khai thật, giả mà chỉ là phương tiện hỗ trợ tác động tâm lý người bị kiểm tra. Cơ quan tình báo Mĩ đã sử dụng Máy phát hiện nói dối để kiểm tra nhân viên tình báo.
Tuy vậy, nguyên tắc hoạt động của máy đã bị phủ nhận và đã có nhiều bằng chứng (xem phần sau) kết luận tính vô hiệu quả của nó. Cơ sở hoạt động của máy hoàn toàn dựa trên suy luận giả khoa học.

## TrongChiến tranh Việt Nam
Ở Miền Nam Việt Nam trước 1975, cơ quan tình báo Mĩ và Sài Gòn đã dùng Máy phát hiện nói dối để uy hiếp tinh thần cán bộ, chiến sĩ cách mạng bị bắt hoặc những người bị tình nghi có hoạt động cách mạng.

## Phương pháp đánh lừa máy phát hiện nói dối
Có một số phương pháp đánh lừa chiếc máy này. Ví dụ như theo điệp viên Liên Xô Ames kể lại, phía Liên Xô hướng dẫn anh rằng: "Ngủ ngon, nghỉ ngơi, và tham gia buổi kiểm tra với tâm trạng thoải mái. Cư xử tốt với các nhân viên kiểm tra, thiết lập một mối quan hệ tốt, và cố tỏ ra hợp tác đồng thời duy trì sự bình tĩnh của mình.".
Ngoài ra còn một số phương pháp khác, ví dụ như thu thập các câu hỏi mà các kiểm tra viên thường đặt ra và thực tập trước khi phỏng vấn thật sự. Khi đó, người trả lời sẽ cố gắng điều hòa nhịp thở của mình khi trả lời những câu hỏi có dạng mình đã thực tập nhuần nhuyễn, và tìm cách tăng nhịp tim khi gặp các câu hỏi khác (ví dụ suy nghĩ về những gì mình sợ hãi hoặc kín đáo dùng vật nhọn đâm vào người, v.v). Bằng cách đó kết quả của máy sẽ không đưa ra bất cứ dấu hiệu khác biệt nào giữa những câu hỏi được thực tập với các câu hỏi còn lại.